# Iunu

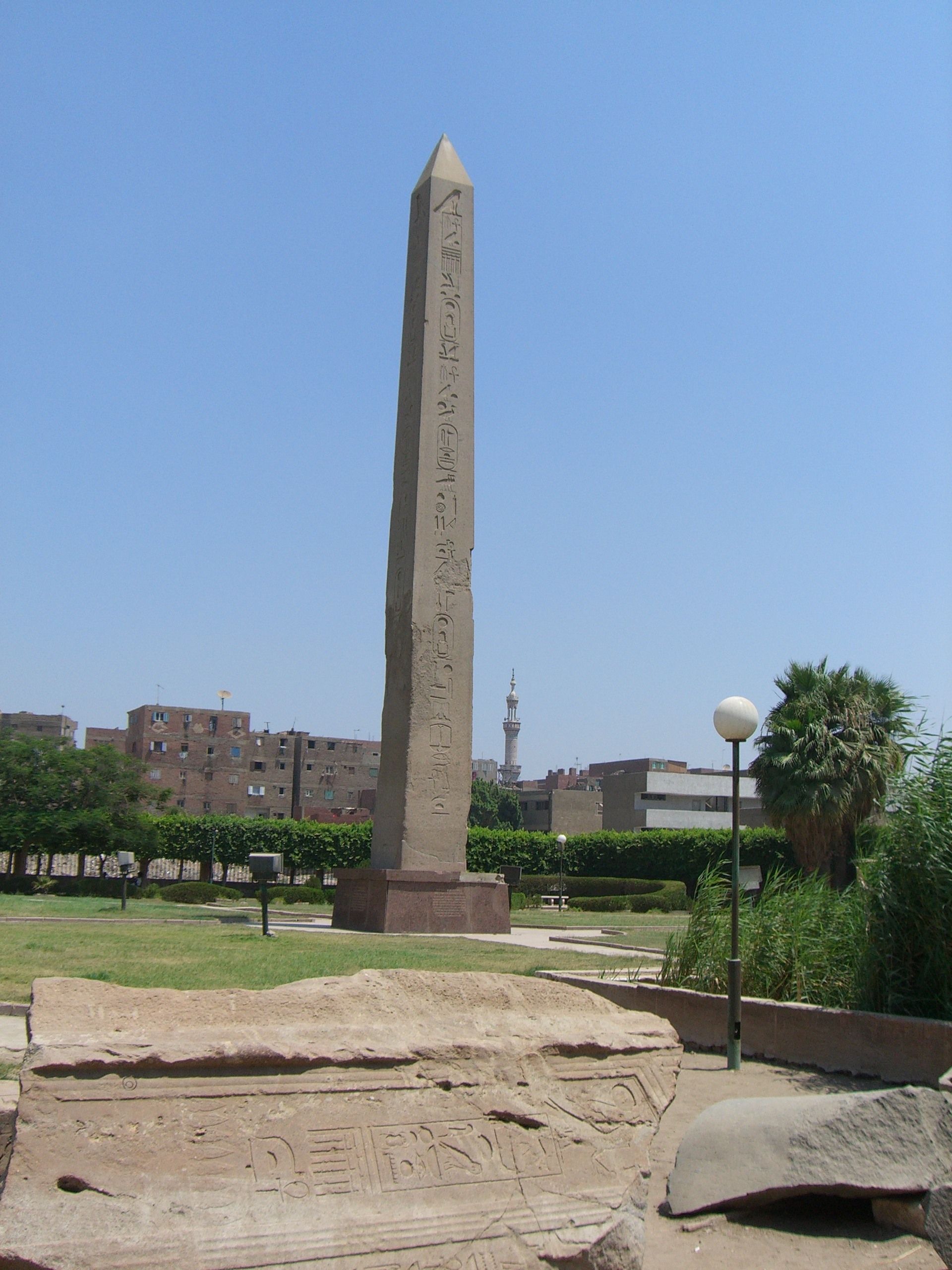
Obelisk Senusreta I.

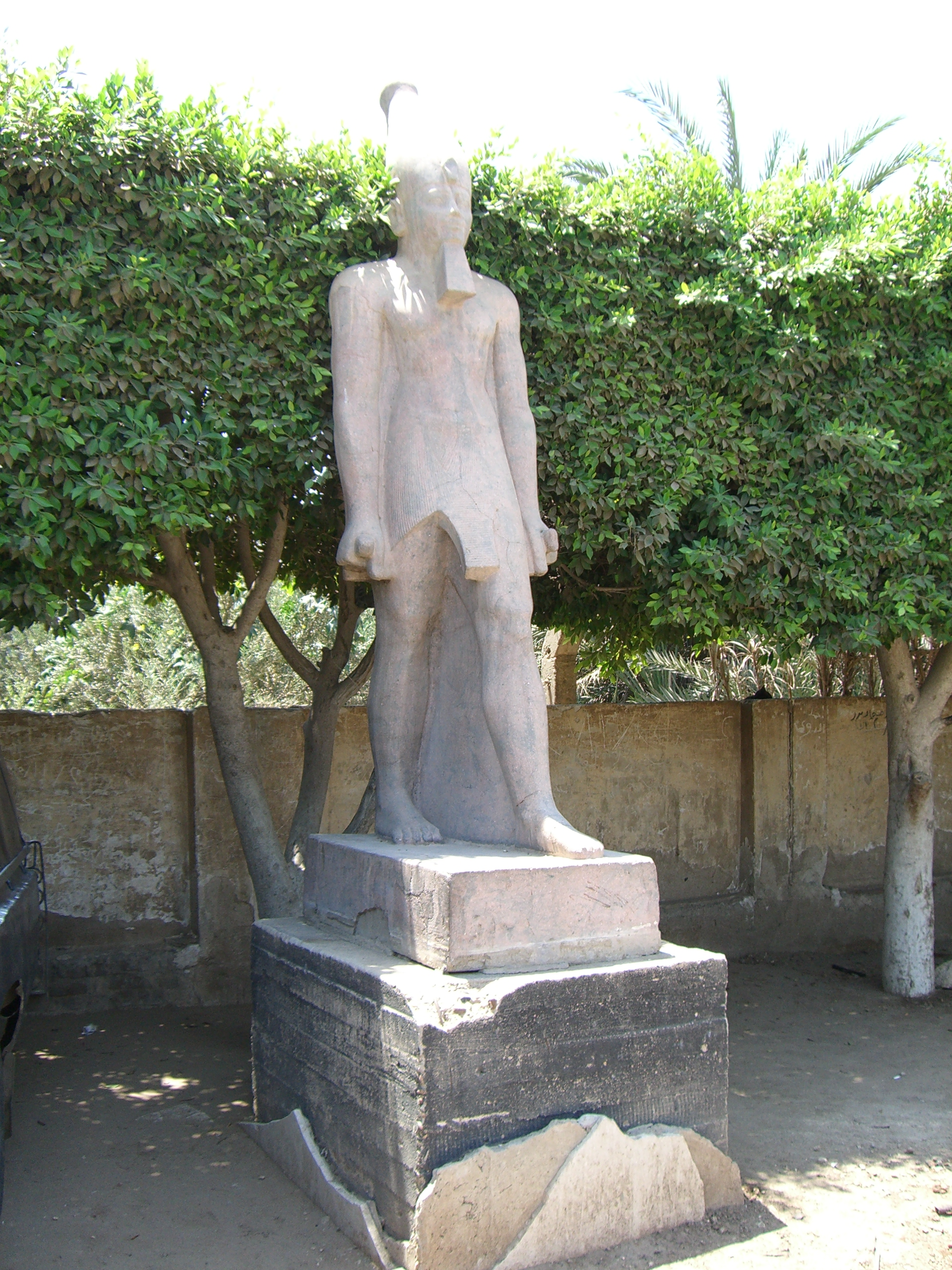
Socha Senusreta I.

Iunu (známé též jako On nebo Heliopolis) bylo starověké dolnoegyptské město v 13. nomu na východním břehu Nilu nedaleko Mennoferu, po celé období starověku jedno z nejvýznamnějších v Egyptě, v době Nové říše největší egyptské město vůbec; pro svou polohu bylo přirozenou branou pro styk Egypta s ostatními starověkými kulturami Předního východu. Bylo hlavním střediskem slunečního kultu. Dnes je zde neúplně prozkoumaná archeologická lokalita na severovýchodním předměstí současné Káhiry s názvem Heliopolis.
Starověký egyptský název je odvozen od názvu iun označujícího posvátný sloup nebo pilíř, který byl součástí kultu zde uctívaných slunečních bohů Rea a Atuma. Tento předmět je také hieroglyfickým znakem sloužícím pro zápis jména města. Řecký název města ´Ηλίουπόλις – Héliopolis (v překladu „Město (boha) Hélia“ nebo „Sluneční město“) je založen na ztotožňování zde uctívaných slunečních bohů s Héliem Řeky. V bibli je Iunu označováno jako On.